# Gilwern
Gilwern är en ort i Storbritannien.   Den ligger i kommunen Monmouthshire och riksdelen Wales, i den södra delen av landet, 210 km väster om huvudstaden London. Gilwern ligger 105 meter över havet och antalet invånare är 2 346.
Terrängen runt Gilwern är huvudsakligen kuperad. Gilwern ligger nere i en dal. Runt Gilwern är det tätbefolkat, med 709 invånare per kvadratkilometer. Närmaste större samhälle är Cwmbran, 19,5 km söder om Gilwern. Omgivningarna runt Gilwern är en mosaik av jordbruksmark och naturlig växtlighet.